# فرانك إس. فوكس
فرانك إس. فوكس (بالإنجليزية: Frank S. Fox)‏ هو أكاديمي أمريكي، ولد في 28 يوليو 1861، وتوفي في 1920.